# Ballade!
Ballade! var en norsk kabaré- och musikgrupp bestående av Lillebjørn Nilsen, Åse Kleveland, Birgitte Grimstad och Lars Klevstrand, aktiva från 1978 till 1980. Gruppen är mest känd för låtarna "Hei Knut" och "Du kan godt få sitte innte mæ, Leif", The Beatles-låtarna "Hey Jude" och "Got to Get You into My Life" skrivna av John Lennon och Paul McCartney med norsk text av Lillebjørn Nilsen.
Ballade! tilldelades Spellemannprisen 1980 för albumet Ekstranummer! i klassen "Viser".

## Diskografi
Album
- 1978 – Ballade!!! på turné
- 1980 – Ekstranummer!
- 2005 – Ballade!s samlede (samlingsalbum)